# Long Point Wildlife Refuge
Das Long Point Wildlife Refuge ist ein 632 Acres (2,6 km²) großes Naturschutzgebiet auf der Insel Martha’s Vineyard im Bundesstaat Massachusetts der Vereinigten Staaten, das von der Organisation The Trustees of Reservations verwaltet wird.

## Geschichte
Das Gebiet Long Point, nach dem das Schutzgebiet benannt ist, wurde bereits von den Wampanoag-Indianern für die Landwirtschaft sowie zur Jagd genutzt. Im 17. Jahrhundert übernahmen die europäischen Siedler auf der Insel nach und nach die Techniken und Traditionen der Indianer und kauften ihnen innerhalb von 30 Jahren nach und nach das Land ab, das heute als Long Point bekannt ist.
Zunächst wurde es als Allmende genutzt, zu Beginn des 18. Jahrhunderts jedoch in Parzellen aufgeteilt und an einzelne Personen verkauft. In den folgenden beinahe 100 Jahren lag der Nutzungsschwerpunkt in der Ausbeutung der vorhandenen natürlichen Ressourcen durch groß angelegte Rodungen, Schafszucht zur Produktion von Wolle, kommerziellen Fischfang sowie industriellen Anbau von Schlickgräsern.
Im frühen 20. Jahrhundert kauften wohlhabende Personen, die saisonal auf der Insel lebten, verlassene Bauernhöfe auf dem Gelände und richteten dort Jagdvereine für Wassergeflügel ein. Aufgrund stetig abnehmender Mitgliedschaftszahlen schenkten die drei verbliebenen Mitglieder des Tisbury Pond Club die ersten Teilbereiche des Gebiets im Jahr 1979 den Trustees of Reservations. Weitere Schenkungen folgten 1990, 1993 und 1999.

## Schutzgebiet
Mit einer Gesamtfläche von mehr als 2,5 km² zählt das Long Point Wildlife Refuge zu den größten öffentlich zugänglichen Bereichen auf Martha’s Vineyard. Es besteht aus Küstenbereichen, Dünen und Waldgebieten, die eine weitläufige Heidelandschaft umgeben, und ist aufgrund dieser Vielfalt beliebt bei Besuchern – die vor allem die Vogelbeobachtung schätzen – und zugleich ökologisch sehr bedeutend.
Das Gelände ist der Überrest einer weitläufigen Prärie, die nach der letzten Eiszeit ausgebildet worden war. Die dort vorkommenden Tiere und Pflanzen haben sich an die trockene Landschaft mit ihren sauren Böden angepasst. Besucher können sich am Strand entspannen oder das Gebiet auf einem 2,1 mi (3,4 km) langen Wanderweg erkunden.
Der Long Point ist darüber hinaus Teil eines bedeutenden Ödland-Ökosystems, das sich über verschiedene Abschnitte von New Jersey bis Maine erstreckt. Es bietet vielen seltenen Pflanzenarten wie der Busch-Eiche einen Lebensraum.